# Danny Miranda
Danny Miranda je americký basový kytarista, narozený v Brooklynu ve Spojených státech amerických. Mezi lety 2005–2009 vystoval jako baskytarista ve skupině Queen + Paul Rodgers. Zároveň ještě působí v heavymetalové skupině Faith and Fire.